# Decapoda
I Decapodi (Decapoda Latreille, 1802) sono un ordine di crostacei della classe Malacostraca, caratterizzati dalla presenza di 10 zampe. In italiano vi è omonimia con il raggruppamento dei molluschi decapodi, o Decapodiformes, con cui non vanno confusi.
Comprendono forme tozze (granchi), forme allungate (gamberi), e forme che devono proteggere l'addome, queste ultime sono chiamate Paguridae, e comprendono appunto i paguri.
Sono decapodi il gambero rosso, i gamberetti, il gambero della Louisiana, l'aragosta, l'astice, lo scampo, i granchi, i paguri.

## Descrizione
I Decapodi si possono presentare in 4 forme diverse:
- caridoide: aspetto di gamberetto
- astacoide: aspetto di "gambero"
- paguroide: aspetto di paguro
- cancroide: aspetto di granchio

Il corpo dei Decapodi si suddivide in tre parti: capo, torace e addome. Torace e addome possono essere talora fusi insieme.

### Capo
Nel capo (o cephalon) sono presenti:
- una coppia di antennule
- una coppia di antenne
- due coppie di mascelle
- una coppia di mandibole.

Queste cinque paia di appendici sono una caratteristica comune a tutti i crostacei, e in gran parte anche ad altri gruppi di artropodi.
Nel capo sono presenti anche gli occhi, a volte sorretti da peduncoli.

### Torace e addome

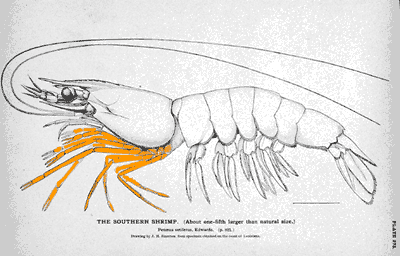
Figura schematica di gamberetto in cui sono evidenziate le cinque paia di zampe (appendici toraciche) che danno nome all'ordine

Nel torace (pereon) sono presenti cinque paia di appendici ambulacrali (quindi con funzione di zampe) che danno nome all'ordine ("dieci piedi"). Sono appendici biramose (divise in due all'estremità), dette "pereiopodi". Ci sono inoltre tre paia di appendici modificate ("massillipedi", appendici biramose utilizzate nella nutrizione).
Nell'addome (pleon) sono presenti sei paia di appendici che non hanno funzione ambulacrale, non sono quindi biramose, ma servono invece a muovere l'acqua, che viene spinta in avanti e fatta filtrare nelle branchie che si trovano su una parte delle appendici biramose del torace. Questo stesso meccanismo viene utilizzato anche per il nuoto.
Le appendici addominali ("pleopodi") servono anche in alcune specie per la cattura di prede o per trattenere le uova. 
Esiste un ultimo paio di appendici, detto "uropodi", che, insieme alla coda propriamente detta, contribuiscono in maniera importante al nuoto dell'animale.
Semplificando, la struttura dei decapodi (come di tutti i crostacei) si può ridurre alla formula 5+8+7 (5 coppie di appendici cefaliche + 8 coppie di appendici toraciche + 7 coppie di appendici addominali e caudali).

## Tassonomia
L'ordine Decapoda comprende 233 famiglie, 2.725 generi e oltre 17.000 specie. Tra le famiglie 53 sono note solo allo stato fossile, 109 contengono sia specie fossili che specie viventi e 71 solo specie viventi.
1. Sottordine Dendrobranchiata (gamberi)
- Superfamiglia Penaeoidea
  - Famiglia Aristeidae
  - Famiglia Benthesicymidae
  - Famiglia Penaeidae
  - Famiglia Sicyoniidae
  - Famiglia Solenoceridae
- Superfamiglia Sergestoidea
  - Famiglia Luciferidae
  - Famiglia Sergestidae

2. Sottordine Pleocyemata
 2.1. Infraordine Stenopodidea 
- Superfamiglia -
  - Famiglia Macromaxillocarididae
  - Famiglia Spongicolidae
  - Famiglia Stenopodidae

 2.2. Infraordine Procaridoidea 
- Superfamiglia -
  - Famiglia Procarididae

 2.3. Infraordine Caridea (gamberetti) 
- Superfamiglia Alpheoidea
  - Famiglia Alpheidae
  - Famiglia Barbouriidae
  - Famiglia Hippolytidae
  - Famiglia Ogyrididae
- Superfamiglia Atyoidea
  - Famiglia Atyidae
- Superfamiglia Bresilioidea
  - Famiglia Agostocarididae
  - Famiglia Alvinocarididae
  - Famiglia Bresiliidae
  - Famiglia Disciadidae
  - Famiglia Pseudochelidae
- Superfamiglia Campylonotoidea
  - Famiglia Bathypalaemonellidae
  - Famiglia Campylonotidae
  - Famiglia Crangonoidea
  - Famiglia Crangonidae
  - Famiglia Glyphocrangonidae
- Superfamiglia Nematocarcinoidea
  - Famiglia Eugonatonotidae
  - Famiglia Nematocarcinidae
  - Famiglia Rhynchocinetidae
  - Famiglia Xiphocarididae
- Superfamiglia Oplophoroidea
  - Famiglia Acanthephyridae
  - Famiglia Oplophoridae
- Superfamiglia Palaemonoidea
  - Famiglia Anchistioididae
  - Famiglia Desmocarididae
  - Famiglia Euryrhynchidae
  - Famiglia Gnathophyllidae
  - Famiglia Hymenoceridae
  - Famiglia Palaemonidae
  - Famiglia Typhlocarididae
- Superfamiglia Pandaloidea
  - Famiglia Pandalidae
  - Famiglia Thalassocarididae
- Superfamiglia Pasiphaeoidea
  - Famiglia Pasiphaeidae
- Superfamiglia Physetocaridoidea
  - Famiglia Physetocarididae
- Superfamiglia Processoidea
  - Famiglia Processidae
- Superfamiglia Psalidopodoidea
  - Famiglia Psalidopodidae
- Superfamiglia Stylodactyloidea
  - Famiglia Stylodactylidae

2.4. Clade Reptantia
 2.4.1. Infraordine Glypheidea 
- Superfamiglia Glypheoidea
  - Famiglia Glypheidae

 2.4.2. Infraordine Axiidea 
- Superfamiglia -
  - Famiglia Axiidae
  - Famiglia Callianassidae
  - Famiglia Callianideidae
  - Famiglia Micheleidae
  - Famiglia Strahlaxiidae

 2.4.3. Infraordine Gebiidea 
- Superfamiglia -
  - Famiglia Axianassidae
  - Famiglia Laomediidae
  - Famiglia Thalassinidae
  - Famiglia Upogebiidae

 2.4.4. Infraordine Achelata 
- Superfamiglia -
  - Famiglia Palinuridae (aragoste)
  - Famiglia Scyllaridae
  - Famiglia Synaxiidae

 2.4.5. Infraordine Polychelida 
- Superfamiglia -
  - Famiglia Polychelidae
  - Famiglia Eryonidae

 2.4.6. Infraordine Astacidea (crayfish) 
- Superfamiglia Astacoidea
  - Famiglia Astacidae (gamberi d'acqua dolce nordamericani ed europei)
  - Famiglia Cambaridae (gamberi d'acqua dolce nordamericani)
    - Famiglia Parastacidae
- Superfamiglia Enoplometopoidea
  - Famiglia Enoplometopidae
- Superfamiglia Nephropoidea
  - Famiglia Nephropidae (scampo, astice e simili)

 2.4.7. Infraordine Anomura 
- Superfamiglia Aegloidea
  - Famiglia Aeglidae
- Superfamiglia Chirostyloidea
  - Famiglia Chirostylidae
  - Famiglia Eumunididae
  - Famiglia Kiwaidae
- Superfamiglia Galatheoidea
  - Famiglia Galatheidae
  - Famiglia Munididae
  - Famiglia Munidopsidae
  - Famiglia Porcellanidae
- Superfamiglia Hippoidea
  - Famiglia Albuneidae
  - Famiglia Blepharipodidae
  - Famiglia Hippidae
- Superfamiglia Lithodoidea
  - Famiglia Hapalogastridae
  - Famiglia Lithodidae
- Superfamiglia Lomisoidea
  - Famiglia Lomisidae
- Superfamiglia Paguroidea (paguri)
  - Famiglia Coenobitidae
  - Famiglia Diogenidae
  - Famiglia Paguridae
  - Famiglia Parapaguridae
  - Famiglia Pylochelidae
  - Famiglia Pylojacquesidae

 2.4.8. Infraordine Brachyura (granchi) 
- Superfamiglia Aethroidea
  - Famiglia Aethridae
  - Famiglia Belliidae
- Superfamiglia Bythograeoidea
  - Famiglia Bythograeidae
- Superfamiglia Calappoidea
  - Famiglia Calappidae
  - Famiglia Hepatidae
  - Famiglia Matutidae
- Superfamiglia Cancroidea
  - Famiglia Atelecyclidae
  - Famiglia Cancridae
- Superfamiglia Carpilioidea
  - Famiglia Carpiliidae
- Superfamiglia Cheiragonoidea
  - Famiglia Cheiragonidae
- Superfamiglia Corystoidea
  - Famiglia Corystidae
- Superfamiglia Cryptochiroidea
  - Famiglia Cryptochiridae
- Superfamiglia Cyclodorippoidea
  - Famiglia Cyclodorippidae
  - Famiglia Cymonomidae
  - Famiglia Phyllotymolinidae
- Superfamiglia Dairoidea
  - Famiglia Dacryopilumnidae
  - Famiglia Dairidae
- Superfamiglia Dorippoidea
  - Famiglia Dorippidae
  - Famiglia Ethusidae
- Superfamiglia Dromioidea
  - Famiglia Dromiidae
  - Famiglia Dynomenidae
- Superfamiglia Eriphioidea
  - Famiglia Dairoididae
  - Famiglia Eriphiidae
  - Famiglia Hypothalassiidae
  - Famiglia Menippidae
  - Famiglia Oziidae
  - Famiglia Platyxanthidae
- Superfamiglia Gecarcinucoidea
  - Famiglia Gecarcinucidae
  - Famiglia Parathelphusidae
- Superfamiglia Goneplacoidea
  - Famiglia Acidopsidae
  - Famiglia Carcinoplacidae
  - Famiglia Chasmocarcinidae
  - Famiglia Conleyidae
  - Famiglia Euryplacidae
  - Famiglia Goneplacidae
  - Famiglia Litocheiridae
  - Famiglia Mathildellidae
  - Famiglia Progeryonidae
  - Famiglia Scalopidiidae
  - Famiglia Sotoplacidae
  - Famiglia Vultocinidae
- Superfamiglia Grapsoidea
  - Famiglia Gecarcinidae
  - Famiglia Glyptograpsidae
  - Famiglia Grapsidae
  - Famiglia Percnidae
  - Famiglia Plagusiidae
  - Famiglia Sesarmidae
  - Famiglia Varunidae
  - Famiglia Xenograpsidae
- Superfamiglia Hexapodoidea
  - Famiglia Hexapodidae
- Superfamiglia Homolodromioidea
  - Famiglia Homolidae
  - Famiglia Homolodromiidae
  - Famiglia Latreilliidae
  - Famiglia Poupiniidae
- Superfamiglia Leucosioidea
  - Famiglia Iphiculidae
  - Famiglia Leucosiidae
- Superfamiglia Majoidea
  - Famiglia Epialtidae
  - Famiglia Hymenosomatidae
  - Famiglia Inachidae
  - Famiglia Inachoididae
  - Famiglia Majidae
  - Famiglia Mithracidae
  - Famiglia Oregoniidae
- Superfamiglia Ocypodoidea
  - Famiglia Camptandriidae
  - Famiglia Dotillidae
  - Famiglia Heloeciidae
  - Famiglia Macrophthalmidae
  - Famiglia Mictyridae
  - Famiglia Ocypodidae
  - Famiglia Ucididae
  - Famiglia Xenophthalmidae
- Superfamiglia Orithyioidea
  - Famiglia Orithyiidae
- Superfamiglia Palicoidea
  - Famiglia Crossotonotidae
  - Famiglia Palicidae
- Superfamiglia Parthenopoidea
  - Famiglia Parthenopidae
- Superfamiglia Pilumnoidea
  - Famiglia Galenidae
  - Famiglia Pilumnidae
  - Famiglia Tanaochelidae
- Superfamiglia Pinnotheroidea
  - Famiglia Aphanodactylidae
  - Famiglia Pinnotheridae
- Superfamiglia Portunoidea
  - Famiglia Carcinidae
  - Famiglia Geryonidae
  - Famiglia Pirimelidae
  - Famiglia Polybiidae
  - Famiglia Portunidae
  - Famiglia Thiidae
- Superfamiglia Potamoidea
  - Famiglia Potamidae
  - Famiglia Potamonautidae
- Superfamiglia Pseudothelphusoidea
  - Famiglia Pseudothelphusidae
- Superfamiglia Pseudozioidea
  - Famiglia Pilumnoididae
  - Famiglia Planopilumnidae
  - Famiglia Pseudoziidae
- Superfamiglia Raninoidea
  - Famiglia Raninidae
- Superfamiglia Retroplumoidea
  - Famiglia Retroplumidae
- Superfamiglia Trapezioidea
  - Famiglia Domeciidae
  - Famiglia Tetraliidae
  - Famiglia Trapeziidae
- Superfamiglia Trichodactyloidea
  - Famiglia Trichodactylidae
- Superfamiglia Trichopeltarioidea
  - Famiglia Trichopeltariidae
- Superfamiglia Xanthoidea
  - Famiglia Panopeidae
  - Famiglia Pseudorhombilidae
  - Famiglia Xanthidae